# Experimentul Michelson-Morley

Date din experimentul Michelson-Morley

Experimentul Michelson–Morley, unul din cele mai importante și celebre experimente din istoria fizicii, a fost efectuat în 1887 de Albert Michelson și Edward Morley la ceea ce este astăzi Case Western Reserve University. Este în general considerată ca fiind prima dovadă solidă împotriva teoriei eterului. Experiența aceasta a fost numită și "punctul de plecare al aspectelor teoretice ale celei de-a doua revoluții științifice." Pentru munca sa, Albert Michelson a primit Premiul Nobel pentru Fizică în 1907.

## Teoria eterului și măsurătorile
Teoriile din fizică de la sfârșitul secolului al XIX-lea postulau că, așa cum undele de apă au nevoie de un mediu prin care să se deplaseze (apa), iar undele sonore au nevoie de un mediu prin care să se deplaseze (aer sau apă), așa și undele luminoase aveau nevoie de un mediu, numit "eter luminifer," sau "eter universal." Deoarece lumina poate călători prin vid, s-a presupus că vidul trebuie să conțină mediul prin care se deplasează lumina. Întrucât viteza luminii este atât de mare, construirea unui experiment care să detecteze prezența și proprietățile acestui eter necesitau ingeniozitate deosebită.

O descriere a conceptului de "vânt eteric."

În fiecare an, Pământul parcurge o distanță uriașă în orbita sa în jurul Soarelui, la o viteză de aproximativ 30 km/s sau peste 108.000 km pe oră. 
Soarele însuși se deplasează în jurul centrului galaxiei la o viteză și mai mare, și sunt și alte mișcări, la nivele superioare ale structurii universului. Deoarece Pământul este în mișcare, era de așteptat ca curgerea eterului în jurul Pământului să producă un "vânt eteric" detectabil. Deși ar fi posibil, teoretic, ca mișcarea Pământului să fie egală cu cea a eterului la un anumit moment de timp, nu se putea ca Pământul să rămână în repaus permanent în raport cu eterul, datorită variației atât a vitezei, cât și a direcției mișcării.
În orice punct dat de pe suprafața Pământului, magnitudinea și direcția vântului ar varia de-a lungul zilei sau de-a lungul anului. Analizând viteza de întoarcere a luminii în direcții diferite la momente de timp diferite, se credea că se poate măsura mișcarea Pământului relativ la eter.
Diferența așteptată la viteza luminii măsurată era foarte mică, dată fiind că viteza Pământului în orbita sa în jurul Soarelui era cam o sutime de procent din viteza luminii. Un număr de fizicieni au încercat să facă aceste măsurători la jumătatea secolului al XIX-lea, dar precizia necesară era prea mare pentru condițiile existente. De exemplu, aparatul Fizeau–Foucault putea măsura viteza luminii cu o eroare de 5%, nici măcar aproape de ce era necesar pentru a măsura vântul eteric.

## Experiențele
Michelson avea o soluție pentru problema construirii unui dispozitiv suficient de precis pentru a detecta curgerea eterului. Aparatul pe care l-a proiectat, numit mai târziu interferometru, trimitea o singură rază de lumină albă printr-o oglindă semiargintată folosită pentru a împărți raza în două raze care se deplasează în unghi drept una față de cealaltă. După ce ies din oglindă, razele se deplasează până în capetele unor brațe lungi de unde erau reflectate înapoi în centru pe oglinzi mici. Apoi se recombinau în capătul îndepărtat al oglinzii într-o lentilă, producând un șablon de interferență constructivă și destructivă bazat pe lungimea brațelor. Orice mică schimbare în durata de timp cât stăteau undele pe drum ar fi fost observată ca o deplasare a pozițiilor franjelor de interferență. Dacă eterul ar fi fost staționar în raport cu Soarele, atunci mișcarea Pământului ar produce o deplasare a franjelor de o douăzecișicincime din mărimea unei franje.
Michelson a efectuat câteva măsurători cu un aparat experimental în 1881, și a observat că deplasarea așteptată de 0,04 nu se vedea, dar se vedea o deplasare mai mică, de aproximativ 0,02. Însă aparatul său era un prototip, și avea erori experimentale prea mari pentru a trage vreo concluzie despre vântul eteric. Pentru măsurarea vântului eteric, era necesar un experiment mult mai precis și mai strict controlat. Prototipul a avut, însă, succes în a demonstra că metoda de bază era fezabilă.

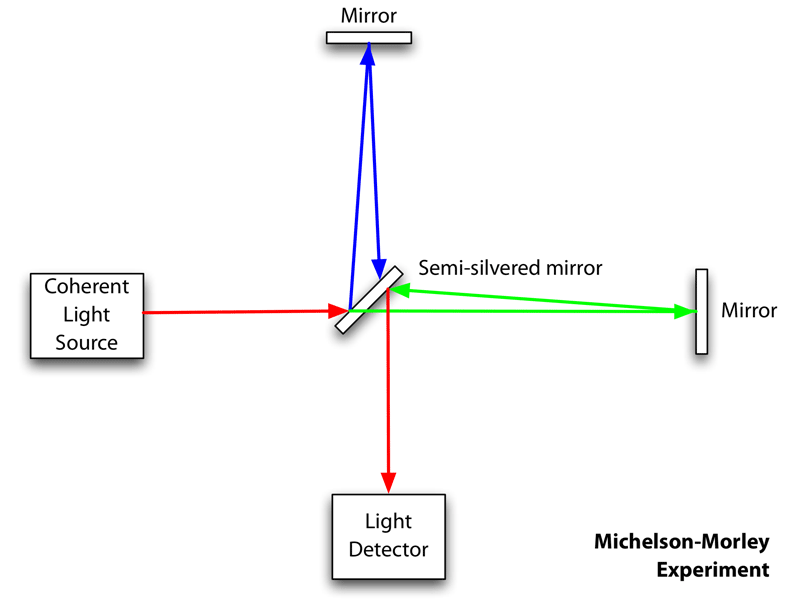
Cu ajutorul unui laser contemporan, acest interferometru Michelson este același în principiu ca și cel folosit în experimentul original.

Apoi, Michelson și-a unit eforturile cu Edward Morley și a petrecut destul de mult timp, cheltuind sume considerabile de bani pentru a crea o versiune îmbunătățită cu mai mult decât suficientă precizie pentru a detecta deplasarea. În experimentul lor, lumina era reflectată în mod repetat înainte și înapoi de-a lungul brațelor, mărind calea parcursă la 11 m. La această distanță, deplasarea trebuia să fie 0,4 franje. Pentru a face aceasta ușor de detectat, aparatul a fost plasat într-o încăpere închisă de la subsolul unei clădiri de piatră, eliminând majoritatea efectelor termice sau oscilatorii. Oscilațiile au fost reduse construind aparatul deasupra unui bloc uriaș de marmură, care plutea într-un bazin cu mercur. Precizia calculată era de ordinul a o sutime de franjă.
Bazinul de mercur permitea deplasarea aparatului, astfel încât să poată fi rotit la orice unghi posibil în raport cu "vântul eteric". Chiar și într-o perioadă scurtă de timp un oarecare efect trebuia să fie observat doar rotind dispozitivul, astfel încât un braț să stea pe direcția vântului, iar celălalt în direcție opusă. Ar fi fost ușor de măsurat deplasările și pe perioade mai mari de timp.
În timpul fiecărei rotații complete a dispozitivului, fiecare braț era paralel cu vântul de două ori și perpendicular tot de două ori. Acest efect trebuia să producă măsurători sinusoidale cu două extreme și două treceri prin zero. În plus, dacă vântul se datora doar orbitei Pământului în jurul Soarelui, vântul și-ar fi schimbat complet direcția est-vest de-a lungul unei perioade de 12 ore. În această conceptualizare ideală, sinusoidele pentru zi și cele pentru noapte ar avea faze opuse.
Deoarece s-a presupus că mișcarea Pământului în jurul Soarelui ar cauza vreo componentă suplimentară a vântului, ciclurile anuale ar fi fost detectabile sub forma unei variații a magnitudinii vântului. Un exemplu al acestui efect este un elicopter care zboară înainte. La statul pe loc, elicea unui elicopter se rotește cu aproximativ 480 de kilometri pe oră la vârfuri. Însă, dacă elicopterul se deplasează înainte la 240 km/h, există puncte în care vârfurile elicei se deplasează prin aer cu 240 km/h (în direcția vântului) și 720 km/h (în contra vântului). Același efect ar fi cauzat scăderea și creșterea anuală a magnitudinii vântului eteric.

## Cel mai celebru experiment ratat

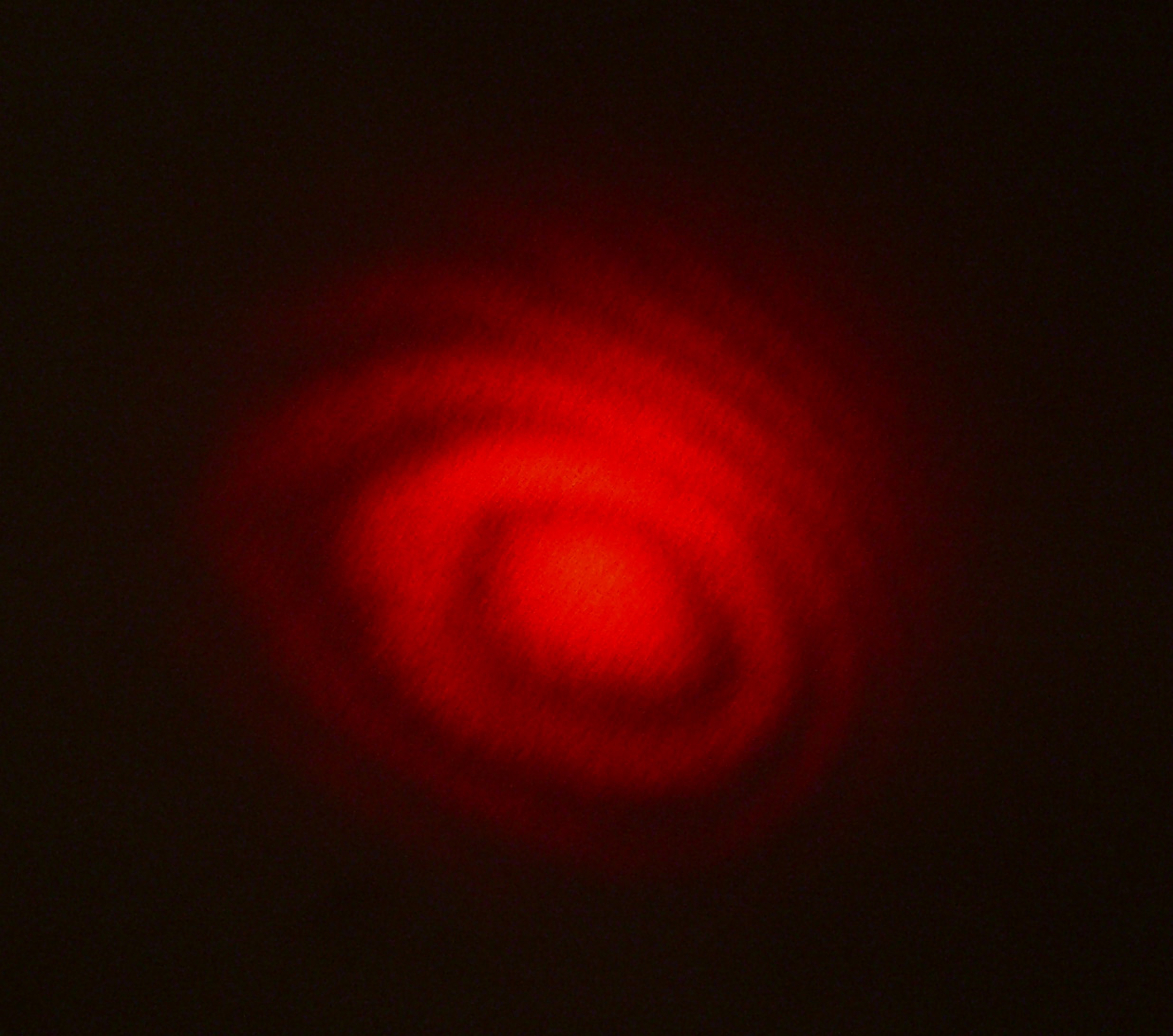
Șablon de interferență produs cu un interferometru Michelson folosind un laser roșu.

După toate aceste pregătiri, experiența a devenit una din cele mai celebre experiențe ratate de până acum. În loc să furnizeze informații privind proprietățile eterului, articolul din 1887 Arhivat în 7 martie 2016, la Wayback Machine. al lui Michelson și Morley din American Journal of Science a dat deplasarea ca fiind doar a patruzecea parte din deplasarea așteptată, dar “deoarece deplasarea este proporțională cu pătratul vitezei”, ei au tras concluzia că viteza măsurată este aproximativ o șesime din viteza așteptată pentru mișcarea Pământului pe orbită și “sigur mai puțin de o pătrime.” Deși a fost măsurată această “viteză”, a fost considerată mult prea mică pentru a aduce dovezi ale existenței eterului, iar ulterior s-a spus că este în marja de eroare experimentală care ar putea permite ca viteza să fie chiar și zero.
Deși Michelson și Morley au continuat cu alte experiențe după prima publicare din 1887, ambii au continuat și activitatea în domeniu. Alte versiuni ale experienței au fost efectuate cu calcule din ce în ce mai sofisticate. Kennedy și Illingworth au modificat oglinzile pentru a include un "pas" de jumătate de undă, eliminând posibilitatea vreunei unde staționare în cadrul aparatului. Illingworth ar fi detectat variații de ordinul a 1/300 dintr-o franjă, Kennedy până la 1/1500. Miller a construit mai târziu un dispozitiv nemagnetic pentru a evita magnetostricțiunea, iar Michelson unul din invar neexpandabil pentru a elimina orice efect termic. Alți oameni de știință din întrega lume au mărit precizia, au eliminat efecte secundare posibile, sau ambele.
Morley nu era convins de propriile rezultate și a continuat experimente adiționale cu Dayton Miller. Miller a lucrat pe experimente din ce în ce mai mari, culminând cu unul cu o lungime a brațului efectivă de 32 m la o instalație de la Observatorul de pe Muntele Wilson. Pentru a evita posibilitatea ca vântul eteric să fie blocat de ziduri, a folosit un atelier cu ziduri subțiri, în principal din pânză. A măsurat consistent un mic efect pozitiv care varia cu fiecare rotație a dispozitivului, cu ziua siderală și anual. Măsurătorile sale au dat o viteză de revoluție a Pământului de doar ~10 km/s în loc de valoarea așteptată de ~30 km/s. El a rămas convins că aceasta s-a datorat antrenării parțiale în curent, și nu a încercat să găsească o explicație mai detaliată.
Deși mai târziu Kennedy a efectuat și el un experiment pe Muntele Wilson, găsind 1/10 din deplasarea măsurată de Miller, fără vreun efect de-a lungul anului, descoperirile lui Miller au fost considerate importante la acel moment, și au fost discutate de Michelson, Lorentz și alții la o întâlnire din 1928. Nu s-a ajuns la un acord general asupra continuării experimentelor pentru a verifica rezultatele lui Miller. Lorentz a recunoscut că rezultatele, oricare ar fi cauza lor, nu se potriveau nici cu versiunea lui, nici cu cea a lui Einstein a relativității restrânse. Einstein nu a fost prezent la întâlnire și credea că rezultatele se datorează erorilor experimentale . Până astăzi, nimeni nu reușise să replice rezultatele lui Miller, și experimentele moderne au precizii care le contrazic.
| Nume                         | An        | Lungimea brațelor (metri) | Deplasarea așteptată a franjelor | Deplasarea măsurată a franjelor | Rezoluția experimentului | Limita superioară a lui Veter |
| ---------------------------- | --------- | ------------------------- | -------------------------------- | ------------------------------- | ------------------------ | ----------------------------- |
| Michelson                    | 1881      | 1,2                       | 0,04                             | 0,02                            |                          |                               |
| Michelson și Morley          | 1887      | 11,0                      | 0,4                              | < 0,01                          |                          | 8 km/s                        |
| Morley și Miller             | 1902–1904 | 32,2                      | 1,13                             | 0,015                           |                          |                               |
| Miller                       | 1921      | 32,0                      | 1,12                             | 0,08                            |                          |                               |
| Miller                       | 1923–1924 | 32,0                      | 1,12                             | 0,03                            |                          |                               |
| Miller (Lumina solară)       | 1924      | 32,0                      | 1,12                             | 0,014                           |                          |                               |
| Tomascheck (Lumina stelelor) | 1924      | 8,6                       | 0,3                              | 0,02                            |                          |                               |
| Miller                       | 1925–1926 | 32,0                      | 1,12                             | 0,088                           |                          |                               |
| Kennedy (Muntele Wilson)     | 1926      | 2,0                       | 0,07                             | 0,002                           |                          |                               |
| Illingworth                  | 1927      | 2,0                       | 0,07                             | 0,0002                          | 0,0006                   | 1 km/s                        |
| Piccard and Stahel (Rigi)    | 1927      | 2,8                       | 0,13                             | 0,006                           |                          |                               |
| Michelson și alții           | 1929      | 25,9                      | 0,9                              | 0,01                            |                          |                               |
| Joos                         | 1930      | 21,0                      | 0,75                             | 0,002                           |                          |                               |

Recent, au devenit comune repetări ale experimentului Michelson–Morley. Laserii și maserii amplifică lumina reflectând-o în mod repetat într-o cavitate calibrată cu grijă, determinând astfel atomi de mare energie din cavitate să emită lumină mai multă. Rezultatul este o lungime a căii de ordinul kilometrilor. Mai mult, lumina emisă într-o cavitate poate fi folosită pentru a începe aceeași cascadă într-un alt set la unghiuri drepte, creând astfel un interferometru de mare precizie.
Primul astfel de experiment a fost condus de Charles H. Townes, unul din co-creatorii primului maser. Experimentul din 1958 a dat o limită superioară vitezei, luând în calcul orice eroare experimentală, de doar 30 m/s. În 1974 o repetare cu laseri mai preciși în experimentul Trimmer triunghiular a redus această limită maximă la 0,025 m/s, și a inclus teste ale antrenării curenților plasând unul din picioare în sticlă. În 1979 experimentul Brillet-Hall a dat o limită superioară de 30 m/s pentru orice direcție, dar a redus aceasta la 0,000001 m/s pentru cazul bidimensional (adică eter parțial antrenat sau fix). O repetare de un an cunoscută sub numele de Hils și Hall, publicată în 1990, a redus limita de anizotropie la 2x10−13.